# Niakhar
Niakhar ist eine Gemeinde (commune) im Département Fatick der Region Fatick, gelegen im zentralen Westen Senegals. Sie ist Sitz der Präfektur des Arrondissement de Niakhar und besteht aus dem namensgebenden Hauptort (chef-lieu) sowie weiteren Dörfern (villages) und Weilern (hameaux).

## Geographische Lage
Die Gemeinde Niakhar liegt im Erdnussbecken Senegals. Der Hauptort Niakhar liegt 15 Kilometer nördlich der Départementspräfektur Fatick und 115 Kilometer südöstlich der Hauptstadt Dakar. Das Gemeindegebiet hat eine Fläche von 150,30 km². Benachbarte Kommunen sind im Uhrzeigersinn Patar (Sine) im Norden, Thiaré Ndialgui und Mbéllacadiao jenseits des Sine im Osten, Fatick im Süden und im Westen Diouroup, Diarrère und Ngayokhème.

## Geschichte
Das Dorf Niakhar war seit 1972 Hauptort einer Landgemeinde (communauté rurale) und die erhielt 2014, wie in Senegal alle communautés rurales, den landesweit einheitlichen Status einer Gemeinde (commune).

## Bevölkerung
Die letzten Volkszählungen ergaben jeweils folgende Einwohnerzahlen:
| Jahr | Einwohner |
| ---- | --------- |
| 1988 | 17.835    |
| 2002 | 23.136    |
| 2013 | 28.545    |
| 2023 | 33.696    |

Nach dem Zensus 1988 umfasste die Landgemeinde Niakhar 29 Dörfer. Der Hauptort Niakhar hatte damals 3427 Einwohner und lag damit nach Einwohnerzahl in der Landgemeinde an erster Stelle vor dem Dorf Sorokh (576 Einwohner).

## Verkehr
Niakhar liegt an der Nationalstraße N 9 zwischen Fatick und Bambey. Im Süden des Gemeindegebiets, viereinhalb Kilometer nördlich von Fatick, ist an der N9 eine Anschlussstelle der Autoroute 1 vorgesehen, deren Verlängerung von Mbour nach Kaolack sich im Bau befindet (Stand 2025).